# Demonii (film din 1985)
Demonii (titlu original: Ghoulies) este un film american de groază de comedie din 1985 regizat de Luca Bercovici. Rolurile principale au fost interpretate de actorii Peter Liapis, Lisa Pelikan și Scott Thomson.
A fost urmat de Ghoulies II (1987, regia Albert Band), Ghoulies III: Ghoulies Go to College (Demonii se țin de farse!, 1990, regia John Carl Buechler) și Ghoulies IV (1994, regia Jim Wynorski).

## Prezentare
Jonathan și prietena lui Rebecca se mută în casa imensă pe care tânărul tocmai a moștenit-o. Casa a fost a tatălui său, dar Jonathan nu l-a cunoscut. În timp ce inspectează biblioteca, Jonathan descoperă mai multe cărți de magie neagră. Într-o seară, Jonathan practică un ritual de inițiere, aparent fără succes. Devine din ce în ce mai dependent de aceste practici și urmează metodic instrucțiunile din cărți. În curând, reușește să invoce mici creaturi demonice și dobândește din ce în ce mai multă putere...

## Distribuție
- Peter Liapis - Jonathan Graves
  - Jamie Bronow - Jonathan Graves - copil
- Lisa Pelikan - Rebecca
- Scott Thomson - Mike
- Ralph Seymour - Mark "Toad Boy"
- Mariska Hargitay - Donna
- Keith Joe Dick - Dick
- David Dayan - Eddie
- Victoria Catlin - Anastasia
- Charene Cathleen - Robin
- Tamara De Treaux - Greedigut
- Peter Risch - Grizzel
- Michael Des Barres - Malcolm Graves
- Jack Nance - Wolfgang
- Bobbie Bresee - Temptress
- Brian Connolly, Annie Stocking și Craig Talmy - vocile demonilor

## Continuări
| Film                                        | Regizor            | Producție     | Scenarist(i) | Producător(i)   |
| ------------------------------------------- | ------------------ | ------------- | ------------ | --------------- |
| Ghoulies II (1987)                          | Albert Band        | Dennis Paoli  | Albert Band  |                 |
| Ghoulies III: Ghoulies Go to College (1991) | John Carl Buechler | Vestron Video | Brent Olson  | Iain Paterson   |
| Ghoulies IV (1994)                          | Jim Wynorski       | CineTel Films | Mark Sevi    | Gary Schmoeller |